# Torneios Apertura e Clausura (Argentina)
Os torneios Apertura e Clausura denominados torneios curtos, devido ser disputado em um único turno de todos contra todos com um total de dezenove rodadas, foram os dois torneios em que se dividia o Campeonato da Primeira Divisão da Argentina. Esse sistema foi introduzido em 1990-91, e que durou até a temporada de 2011-12, sendo substituído na temporada seguinte pelos torneios "Inicial e Final", um sistema semelhante.

## Edições
| Temporada | Campeão do Apertura | Pontos | Campeão do Clausura | Pontos |
| --------- | ------------------- | ------ | ------------------- | ------ |
| 1990-91   | Newell's Old Boys   | 28     | Boca Juniors        | 32     |
| 1991-92   | River Plate         | 31     | Newell's Old Boys   | 32     |
| 1992-93   | Boca Juniors        | 27     | Vélez Sarsfield     | 27     |
| 1993-94   | River Plate         | 24     | Independiente       | 26     |
| 1994-95   | River Plate         | 31     | San Lorenzo         | 30     |
| 1995-96   | Vélez Sarsfield     | 41     | Vélez Sarsfield     | 40     |
| 1996-97   | River Plate         | 46     | River Plate         | 41     |
| 1997-98   | River Plate         | 45     | Vélez Sarsfield     | 46     |
| 1998-99   | Boca Juniors        | 45     | Boca Juniors        | 44     |
| 1999-00   | River Plate         | 43     | River Plate         | 42     |
| 2000-01   | Boca Juniors        | 41     | San Lorenzo         | 47     |
| 2001-02   | Racing              | 42     | River Plate         | 43     |
| 2002-03   | Independiente       | 43     | River Plate         | 43     |
| 2003-04   | Boca Juniors        | 39     | River Plate         | 40     |
| 2004-05   | Newell's Old Boys   | 36     | Vélez Sarsfield     | 39     |
| 2005-06   | Boca Juniors        | 40     | Boca Juniors        | 43     |
| 2006-07   | Estudiantes (LP)    | 44     | San Lorenzo         | 45     |
| 2007-08   | Lanús               | 38     | River Plate         | 40     |
| 2008-09   | Boca Juniors        | 39     | Vélez Sarsfield     | 40     |
| 2009-10   | Banfield            | 41     | Argentinos Juniors  | 41     |
| 2010-11   | Estudiantes (LP)    | 45     | Vélez Sarsfield     | 39     |
| 2011-12   | Boca Juniors        | 43     | Arsenal             | 38     |